# Listă de filme australiene din 2004
Aceasta este o listă de filme australiene din 2004:

## Lista
| Titlu                                              | Regizor                          | Actori | Gen                                                                                       | Note                                                                                                |  |
| -------------------------------------------------- | -------------------------------- | --- | ----------------------------------------------------------------------------------------- | --------------------------------------------------------------------------------------------------- |  |
| Aussie Park Boyz                                   | Nunzio La Bianca                 | | film de acțiune                                                                           | IMDb                                                                                                |  |
| Betelnut Bisnis                                    | Chris Owen                       | | documentar                                                                                | IMDb                                                                                                |  |
| Beyond Sorry                                       | David Vadiveloo                  | | documentar                                                                                | IMDb                                                                                                |  |
| Big Men, Bigger Dreams: Australian Wrestlers       | Dimitri Ellerington              | | documentar                                                                                | Nom. 2004 AFI Best Sound in a Non-Feature Film IMDb                                                 |  |
| Bondi Tsunami                                      |                                  | |                                                                                           | |  |
| Brothers                                           | Susanne Bier                     | Connie Nielsen, Ulrich Thomsen, Nikolaj Lie Kaas, Sarah Juel Werner, Rebecca Logstrup, Bent Mejding, Solbjorg Hojfeldt, Niels Olsen, Paw Henriksen, Lars Hjortshoj, Lars Ranthe, Andre Babikian, Lene Maria Christensen, Laura Bro, Henrik Koefoed, Tom Mannion, Karzan Sherabayani, William El Gardi, Alex Caan, Sam Vincenti, Hossein Karimbeik, Hassani Shapi, Bjarne Antonisen, Morten Kirkskov, Claus Flygare, Niels Lund Boesen, Morten Hebsgaard, Michael Asmussen, Rasmus Botoft, Alexis Rodney, Philip Bulcock, Thomas Magnussen, Scott Farrell, Tobias Theodor Caspersen |                                                                                           | |  |
| Bruce and Me                                       |                                  | |                                                                                           | |  |
| Caught II                                          |                                  | |                                                                                           | |  |
| Citizen Black                                      |                                  | |                                                                                           | |  |
| Clash!                                             |                                  | |                                                                                           | |  |
| The Crop                                           |                                  | |                                                                                           | |  |
| Dances of Ecstasy                                  |                                  | |                                                                                           | |  |
| A Decent Factory                                   |                                  | |                                                                                           | |  |
| Defenceless                                        |                                  | |                                                                                           | |  |
| Dreams for Life                                    |                                  | |                                                                                           | |  |
| The Garth Method                                   |                                  | |                                                                                           | |  |
| Get Rich Quick                                     |                                  | |                                                                                           | |  |
| Glass Love                                         |                                  | |                                                                                           | |  |
| Hainan ji fan                                      |                                  | |                                                                                           | |  |
| Hula Girls                                         | Sang-il Lee                      | Yasuko Matsuyuki, Etsushi Toyokawa, Yu Aoi, Shizuyo Yamazaki, Shoko Ikezu, Eri Tokunaga, Kojo Miyake, Susumu Terajima, Masaru Shiga, Hiroshi Okochi, Daikichi Sugawara, Katsumi Takahashi, Ittoku Kishibe, Junko Fuji |                                                                                           | |  |
| Human Touch                                        |                                  | |                                                                                           | |  |
| The Illustrated Family Doctor                      |                                  | |                                                                                           | |  |
| The Ister                                          |                                  | |                                                                                           | |  |
| Josh Jarman                                        | Pip Mushin                       | Marcus Graham, Daniella Farinacci, Damien Richardson, Kestie Morassi, Kym Gyngell, Suzy Cato, Alex Menglet, Wayne Hope, Roz Hammond, Marcella Russo, Louise Siversen, Ross Williams, Danny Gesundheit, John Cousins, Chelsea Gibb, Damian Walshe-Howling, Nicole Nabout, Penelope Bartlau, Talia Krape, Elisa Gray, Melinda McCallum, Hamsa Rafeh, Leanne Cherney, Shiloh Nelson, Libby Stone, Dave Vanderzee, Peter Savieri, Nicholas Dutt, Cliff Ellen, Deidre Rubenstein, Daniel Mrocki, Genevieve Moore, Nicholas Buc, Aaron Barnden, Teague Rook, Carolyn Bock, Peter Olsen, Claude Oakes, Andrew Gillard, Pip Mushin, Jamie Mushin, Torguil Neilson, Ben Morieson, Joshua Parnell, Sean McGrath, Rodney Afif, Alyssa Conrau, Stephanie Thom, Erkki Veltheim, Alex Brogan, Stuart Johnson, Nicholas Synot, Natalya Bobenko, Ashley Evans, Simone Kay, Deon Nuku, Simon Vowles, Ashley Wallen, Megan West, Kate Wormald, Hanna Griffiths |                                                                                           | |  |
| Jupiter Love                                       |                                  | |                                                                                           | |  |
| Language of Love                                   |                                  | |                                                                                           | |  |
| Letters to Ali                                     |                                  | |                                                                                           | |  |
| Le Violoncelle                                     | Adam Sèbire                      | | film scurt (4min)                                                                         | Nom. 2004 Montréal World Film Festival for First Prize (Short Films) IMDb                           |  |
| Liberty in Restraint                               | Michael Ney                      | Noel Graydon, Puck, Mistress Felina | documentar, versiunea DVD (90 min), versiunea TV (52 min), prima versiune scurtă (35 min) | IMDB Winner (Best Short Doc) CineKink New York 2004                                                 |  |
| Little Lies                                        |                                  | |                                                                                           | |  |
| Little Man                                         |                                  | |                                                                                           | |  |
| Love's Brother                                     | Jan Sardi                        | Giovanni Ribisi, Adam Garcia, Joe Petruzzi, Rodney Afif, Bruno Lucia, Mario Di Ienno, Mark Sellito, Dina Panozzo, John Bluthal, Silvia De Santis, Barry Otto, Reg Mombassa, Osvaldo Maione, Eleanor Bron, Anna Burgess, Giacomo Laurenti, Amelia Warner, Fiametta Mammanco, Paride Blasi, Caterina Laurenti, Cecilia Pericone, Paola Dionisotti, Craig J. Corsetti, Claudio Vittore, Giovanni Proietti, Carmelina Di Guglielmo |                                                                                           | |  |
| Lovesong                                           |                                  | |                                                                                           | |  |
| A Man's Gotta Do                                   | Chris Kennedy                    | John Howard, Alyssa McClelland, Rebecca Frith, Gyton Grantley, Rohan Nicol, Helen Thomson, Rowan Jackson, Amie McKenna, Vasa Gavrilovska, Lynne McGimpsy, Joanne Cahill, Tony Barry, Grant Bennett, Manuel Terron, Nicholas Brown, Robyn Ormiston |                                                                                           | |  |
| Marco Solo                                         |                                  | |                                                                                           | |  |
| The Marshall Cooking Show                          |                                  | |                                                                                           | |  |
| Me Myself & I                                      |                                  | |                                                                                           | |  |
| Meaning                                            |                                  | |                                                                                           | |  |
| Medusa                                             |                                  | |                                                                                           | |  |
| The Men Who Would Conquer China                    |                                  | |                                                                                           | |  |
| Mister Kruger                                      |                                  | |                                                                                           | |  |
| Mona Lisa                                          |                                  | |                                                                                           | |  |
| The Money                                          |                                  | |                                                                                           | |  |
| Mothers Little Murderer                            |                                  | |                                                                                           | |  |
| Moustache                                          |                                  | |                                                                                           | |  |
| Mr. Patterns                                       |                                  | |                                                                                           | |  |
| Muscledude 11 x 6                                  |                                  | |                                                                                           | |  |
| My Sister                                          |                                  | |                                                                                           | |  |
| Nailed                                             |                                  | |                                                                                           | |  |
| Neighborhood Botch                                 |                                  | |                                                                                           | |  |
| Neoplasia                                          |                                  | |                                                                                           | |  |
| The New Boots                                      |                                  | |                                                                                           | |  |
| Night                                              |                                  | |                                                                                           | |  |
| No More                                            |                                  | |                                                                                           | |  |
| Object of My Affection                             |                                  | |                                                                                           | |  |
| Oblivion                                           |                                  | |                                                                                           | |  |
| The Offering                                       |                                  | |                                                                                           | |  |
| On a Shoestring                                    |                                  | |                                                                                           | |  |
| Once I Was                                         |                                  | |                                                                                           | |  |
| One Day                                            |                                  | |                                                                                           | |  |
| One Perfect Day                                    | Paul Currie                      | Dan Spielman, Leeanna Walsman, Nathan Phillips, Dawn Klingberg, Leigh Whannell, Frank Gallacher, Malcolm Robertson, Josephine Eberhard, Roy Davies, Amy McKay, Toni Joel, Abbie Cornish, Nathan Wentworth, Alex Menglet, Kerry Armstrong, Mark Currie, Syd Brisbane, Carly Schmidt, Emily Milburn, Andrew Howard, Robbie Vagana, Rory Williamson, Adam May, Anthony Littlechild, Maria Nella, Felix, Judith Templeman, Jane Oliver, Dorothy Yeung, Keith Slade, Clinton Cormany |                                                                                           | |  |
| Oranges                                            |                                  | |                                                                                           | |  |
| Out on the Tiles                                   |                                  | |                                                                                           | |  |
| Oyster Farmer                                      | Anna Reeves                      | Kerry Armstrong |                                                                                           | |  |
| Passion with a Pedigree                            |                                  | |                                                                                           | |  |
| Peaches                                            |                                  | |                                                                                           | |  |
| PictoCrime                                         |                                  | |                                                                                           | |  |
| Pink Sheep                                         |                                  | |                                                                                           | |  |
| Pity 24                                            |                                  | |                                                                                           | |  |
| Poker Kings                                        |                                  | |                                                                                           | |  |
| Post                                               |                                  | |                                                                                           | |  |
| The President Versus David Hicks                   |                                  | |                                                                                           | |  |
| Queen Sequina: The Life of Ron Muncaster           |                                  | |                                                                                           | |  |
| Rapid Fear                                         |                                  | |                                                                                           | |  |
| Recycle                                            |                                  | |                                                                                           | |  |
| Right Here Right Now                               |                                  | |                                                                                           | |  |
| The Road Not Taken                                 |                                  | |                                                                                           | |  |
| Sam and the Green Men                              |                                  | |                                                                                           | |  |
| The Scree                                          |                                  | |                                                                                           | |  |
| The Setting Supermarket Sun                        |                                  | |                                                                                           | |  |
| Shank                                              |                                  | |                                                                                           | |  |
| A Short Portrait of Obsession                      |                                  | |                                                                                           | |  |
| Small Ant Syndrome                                 |                                  | |                                                                                           | |  |
| Soar                                               |                                  | |                                                                                           | |  |
| Sold Out                                           |                                  | |                                                                                           | |  |
| Somersault                                         | Cate Shortland                   | Abbie Cornish, Sam Worthington |                                                                                           | Screened at the 2004 Cannes Film Festival, AACTA Award for Best Film                                |  |
| Somewhere Near Kokoda                              |                                  | |                                                                                           | |  |
| Standing Room Only                                 |                                  | |                                                                                           | |  |
| Star                                               |                                  | |                                                                                           | |  |
| Straight to You                                    |                                  | |                                                                                           | |  |
| Strange Bedfellows                                 | Dean Murphy                      | Michael Caton, Alan Cassell, Andy Pappas, Paula Duncan, Roy Billing, Jamie Robertson, Kevin Dee, Paul Hogan, Stewart Faichney, Simon Paton, Shane Withington, Monica Maughan, Jenny Dale, Kestie Morassi, Ashley Evans, Adam Pedicini, Glynn Nicholas, Linda Adams, Adele Dixon, Peter O'Halloran, Joe Bono, Danielle Sims, Tony Arapoglou, Rob Carlton, Tracy Bartram, Amanda Monroe, Gary Down, Christopher Kirby, Jon Stephens, Myles Collins, Justin Rudzki, Mark Murphy, Tayler Kane, Tim Hughes, Michael Carman, Scott Andrews, Kentaro Hara, James Lee, Rod Waterworth, Ethan Thoi, Neville Burns, Craig Fook, Clay Dunn, Gary Prichard, Pete Postlethwaite, Lucy Rechnitzer, Bill Plant, Jim Wilshire, Robin Bisset, Sally Plant, Sarah Hendriks, Naomi Davis, Michael Ienna |                                                                                           | |  |
| The Strange Game of Hyde and Seek                  |                                  | |                                                                                           | |  |
| Strange James                                      |                                  | |                                                                                           | |  |
| Suburban Boys                                      |                                  | |                                                                                           | |  |
| Sum of Existence                                   |                                  | |                                                                                           | |  |
| Summer Angst                                       |                                  | |                                                                                           | |  |
| Sweet Dreams                                       |                                  | |                                                                                           | |  |
| The Tasty Bust Reunion                             |                                  | |                                                                                           | |  |
| Tat wam asi                                        |                                  | |                                                                                           | |  |
| Tears Before Bedtime                               |                                  | |                                                                                           | |  |
| Tempting Fate                                      |                                  | |                                                                                           | |  |
| Tender Words                                       |                                  | |                                                                                           | |  |
| Think/Positive                                     |                                  | |                                                                                           | |  |
| Thorns                                             |                                  | |                                                                                           | |  |
| Thunderstruck                                      | Darren Ashton                    | Damon Gameau, Stephen Curry, Ryan Johnson, Callan Mulvey, Sam Worthington | film de călătorie/ comedie                                                                | IMDb                                                                                                |  |
| Time Flies                                         |                                  | |                                                                                           | |  |
| The Time Phone                                     |                                  | |                                                                                           | |  |
| Timed Call                                         |                                  | |                                                                                           | |  |
| Tim's New Hope                                     |                                  | |                                                                                           | |  |
| Tom White                                          | Alkinos Tsilimidos               | Colin Friels, Rachael Blake, Dan Spielman, Loene Carmen, David Field, Bill Hunter, Jarryd Jinks, Angela Punch McGregor, Kevin Harrington, Gloria Ajenstat, Arthur Angel, Jonathan Auf Der Heide, Nick Barkla, Jack Charles, Roger Churches, Mark Constable, Peter Curtin, Cliff Ellen, Oscar Fairweather, Julie Forsyth, Laura Gordon, Vanessa Isgro, Jonathan Kemp, Stephen Lopez, Andy McPhee, Hamish Michael, Phil Motherwell, Isabella Oldham, Chris Pace, Adam Sarros, Jim Shaw, Christopher Toohey, Ashley Zukerman |                                                                                           | |  |
| Tomboy                                             |                                  | |                                                                                           | |  |
| Too Little Justice                                 |                                  | |                                                                                           | |  |
| The Tooth                                          |                                  | |                                                                                           | |  |
| Transgression                                      |                                  | |                                                                                           | |  |
| Two Door Mansion                                   |                                  | |                                                                                           | |  |
| The Turning Circle                                 |                                  | |                                                                                           | |  |
| The Twelve Months                                  |                                  | |                                                                                           | |  |
| Under the Radar                                    | Ivan Clarry                      | Chloe Maxwell | Comedy/Thriller                                                                           | Nom. 2004 AFI Award for Best Actress in a Leading Role (Chloe Maxwell) and won 2004 ASSG Award IMDb |  |
| Watch Comes Around                                 | Aaron McCann                     | | film scurt de comedie                                                                     | IMDb                                                                                                |  |
| We Have Decided Not to Die                         | Daniel Askill                    | | film scurt dramatic                                                                       | IMDb                                                                                                |  |
| What Grown-Ups Know                                | Jonathan Wald                    | | film scurt dramatic                                                                       | IMDb                                                                                                |  |
| Where Is She?: The Secret Footage of Dr. F. Height |                                  | | film scurt                                                                                | IMDb                                                                                                |  |
| White Room                                         | Andrew Gallacher, Simon J. Green | | Short/Comedy/Drama                                                                        | IMDb                                                                                                |  |
| A Whole New You                                    | Jody Dwyer                       | | film scurt de comedie                                                                     | IMDb                                                                                                |  |
| The Widower                                        | Kevin Lucas                      | | dramatic musical                                                                          | IMDb                                                                                                |  |
| Wisdom of the Ancients, Episode 8: Hanging Out.    | Patrick McGeown                  | Emelia Rixon, Rod Burnett | mockumentar                                                                               | IMDb                                                                                                |  |
| A Wonderful Day                                    |                                  | |                                                                                           | |  |
| Yin                                                | Costa Avgoustinos                | | film scurt de animație                                                                    | IMDb                                                                                                |  |
| Zork & Zamien's Big Day Out                        | Devon John Landau                | | film scurt                                                                                | IMDb                                                                                                |  |